# یاروسواف کاچینسکی
یاروسواف الکساندر کاچینسکی (انگلیسی: Jarosław Aleksander Kaczyński؛ زادهٔ ۱۸ ژوئن ۱۹۴۹) وکیل و سیاست‌مدار محافظه کار اهل لهستان است. او از ژوئیه ۲۰۰۶ تا نوامبر ۲۰۰۷ میلادی نخست‌وزیر این کشور بود.